# Lamprocryptidea nigerrima
Lamprocryptidea nigerrima là một loài tò vò trong họ Ichneumonidae.